# 金指誠
金指 誠（かなさし まこと 1958年10月7日 - ）は、毎日放送（MBS）元アナウンサー。

## 人物
鹿児島県鹿児島市出身。鹿児島市立鹿児島商業高等学校、駒澤大学卒業後、1982年に毎日放送のアナウンサーとして入社。主にラジオ番組中心にスポーツ番組の実況を担当。2000年にMBSスタジオ in USJのデスク業務に異動。2007年10月よりラジオ局制作部ディレクター。2010年1月31日放送の自社制作テレビ番組『となりのマエストロ』（TBS系列全国ネット）のコーナー「タカMAX」にて、1990年当時MBSラジオの京都競馬場での雪で全く見えない競馬実況で金指自身のアナウンスがVTRで流れた。
2018年の時点で毎日放送の定年である60歳に到達しているが、以降の動向は不明。

## 過去の担当番組
テレビ
- あどりぶランド[1]
- 野球（プロ野球・選抜高等学校野球大会）、バレーボールなどスポーツ実況・中継リポーター
- ザ・ベストテンMBS追っかけマン（1984年頃）

ラジオ
- 毎日放送ダイナミックナイター（現・MBSタイガースライブ）

阪神戦よりパ・リーグ（近鉄・オリックス）の実況が多かった。中継開始時、「今日の解説は○○○○さんです、○○さんこんばんは（こんにちは、高校野球第1試合時はおはようございます）よろしくお願いします。」という挨拶をしていた。
- サンデー競馬中継 みんなの競馬
- MBSヤングタウン（ヤンタン出演時は、「コットン」という愛称で呼ばれていた）[1][2]
- 金曜スポーツパーク（ナイターオフ番組）
- イッツ商タイム（ナイターオフ番組・番組プロデューサー兼取材担当）
- ぼちぼちいきまひょ（ラジオ番組・土曜5:30～5:45、プロデュース兼ディレクション兼取材兼進行役）